# بيوس الكسندر وولف
بيوس الكسندر وولف (بالألمانية: Pius Alexander Wolff)‏ (و. 1782 – 1828 م) هو كاتب مسرحي، وممثل، وممثل مسرحي، وكاتب ألماني، ولد في آوغسبورغ، توفي في فايمار، عن عمر يناهز 46 عاماً.